# Castelo Scalloway

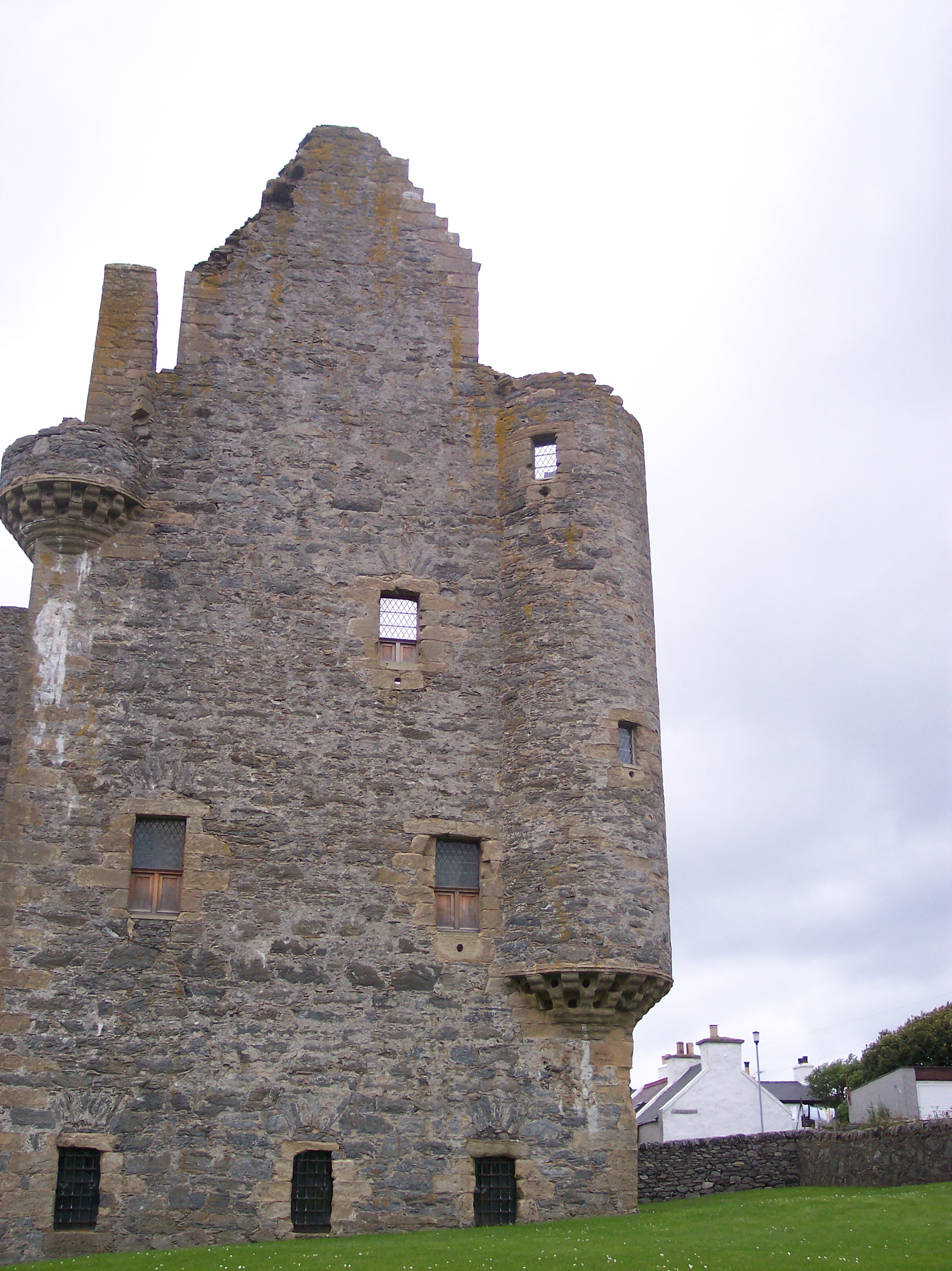
Castelo Scalloway, Escócia.

O Castelo Scalloway (em inglês:  Scalloway Castle) é um castelo do século XVII atualmente em ruínas localizado em Tingwall, Shetland, Escócia.

## História
Foi construído em 1600 por Patrick Stewart, Conde de Orkney e foi provavelmente desenhado pelo mestre de obras Andrew Crawford, de quem se julga ter sido responsável por desenhar o Castelo Muness.
Encontra-se classificado na categoria "A" do "listed building" desde 13 de agosto de 1971.